# Jüdisches Viertel Kolín

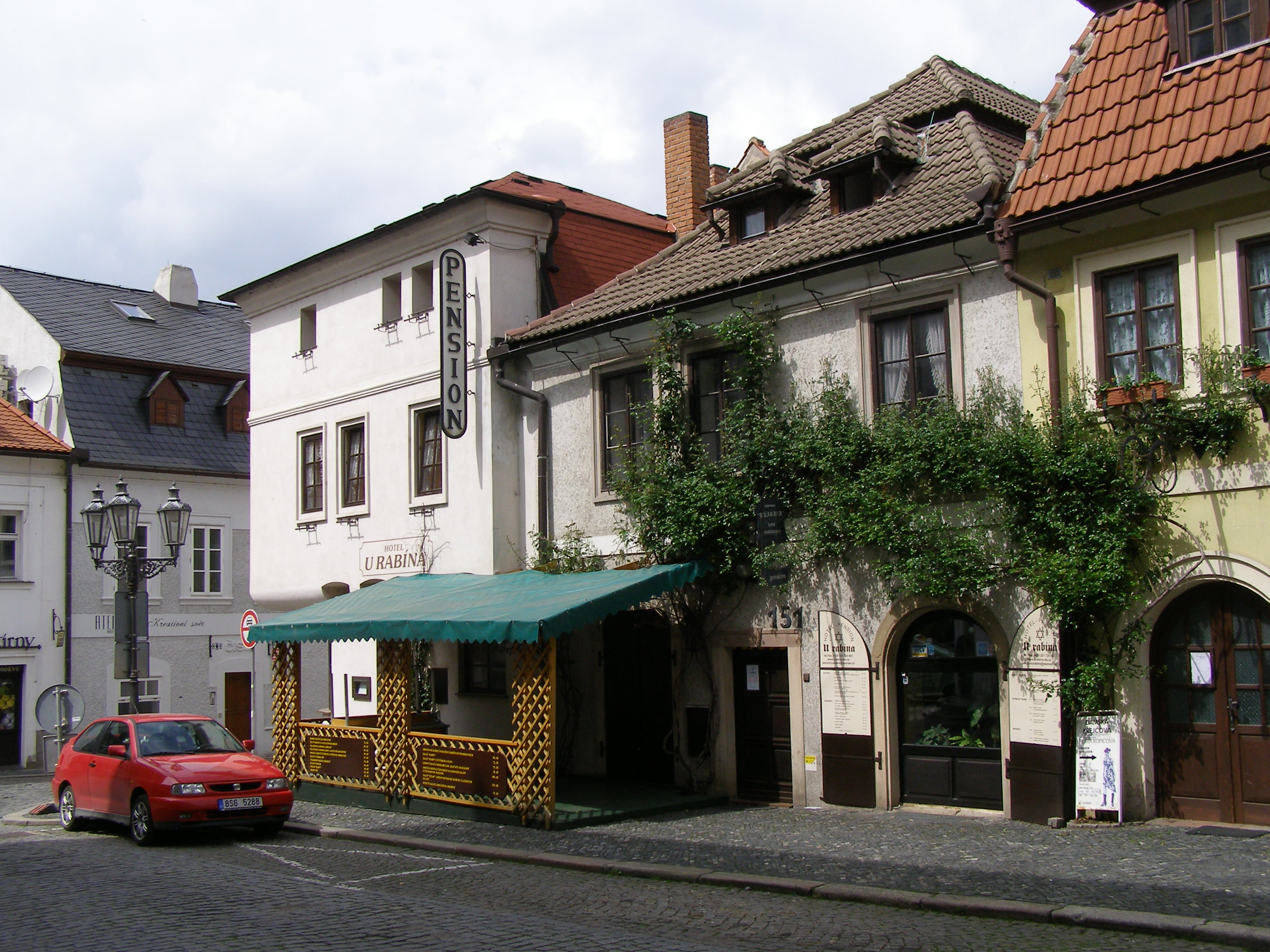
Jüdisches Viertel Na Hradbách / Karoliny Světlé

Das jüdische Viertel in Kolín (deutsch Kolin, älter auch Köln an der Elbe), einer tschechischen Stadt im Bezirk Okres Kolín in der mittelböhmischen Region Středočeský kraj, befindet sich in der Altstadt von Kolín. Das Areal des ehemaligen Ghettos, zu dem auch zwei Friedhöfe gehören, wird zu den bedeutendsten Zeugnissen jüdischen Lebens im Lande gezählt.

## Das ehemalige Ghetto
Obwohl die jüdische Gemeinschaft in Kolín seit der Mitte der 1950er Jahre praktisch nicht mehr existiert, kam es nach dem Ende des kommunistischen Regimes ab 1989 zu einer umfassenden Sanierung aller Objekte des Viertels, die bis heute andauert.
Der relativ kleine jüdische Viertel ist eingegrenzt durch die Straße Na hradbách (Beziehungsweise durch die Reste der alten Befestigungsmauer dahinter) im Westen, die Straße Karoliny Světlé im Süden, im Osten bis Straße Kouřimská, im Norden bis in etwa Straße Pražská und zum Hauptplatz Karlovo náměstí; mittig verläuft die Gasse Zlatá (Goldene Gasse). Soweit Aufzeichnungen erhalten sind, sind aus dem Jahr 1718 38 Häuser bekannt, 1843 dann 52 Häuser.

## Synagoge
Die Synagoge wurde in den Jahren 1642 bis 1696 in der Altstadt von Kolín an der Stelle eines mittelalterlichen abgebrannten Gebetsaals errichtet und wurde bis 1953 von der jüdischen Gemeinde Kolíns genutzt. Sie wurde mehrmals umgebaut, 1844 wurde eine jüdische Schule angebaut. Der älteste erhaltene Teil des Gebäudes ist der Toraschrein, ein Geschenk des Wiener Bürgers David Oppenheim. Die Synagoge wird in der Liste der Kulturdenkmäler Tschechiens unter der Nummer 34261/2–738 geführt.

## Weitere Sehenswürdigkeiten des jüdischen Viertels

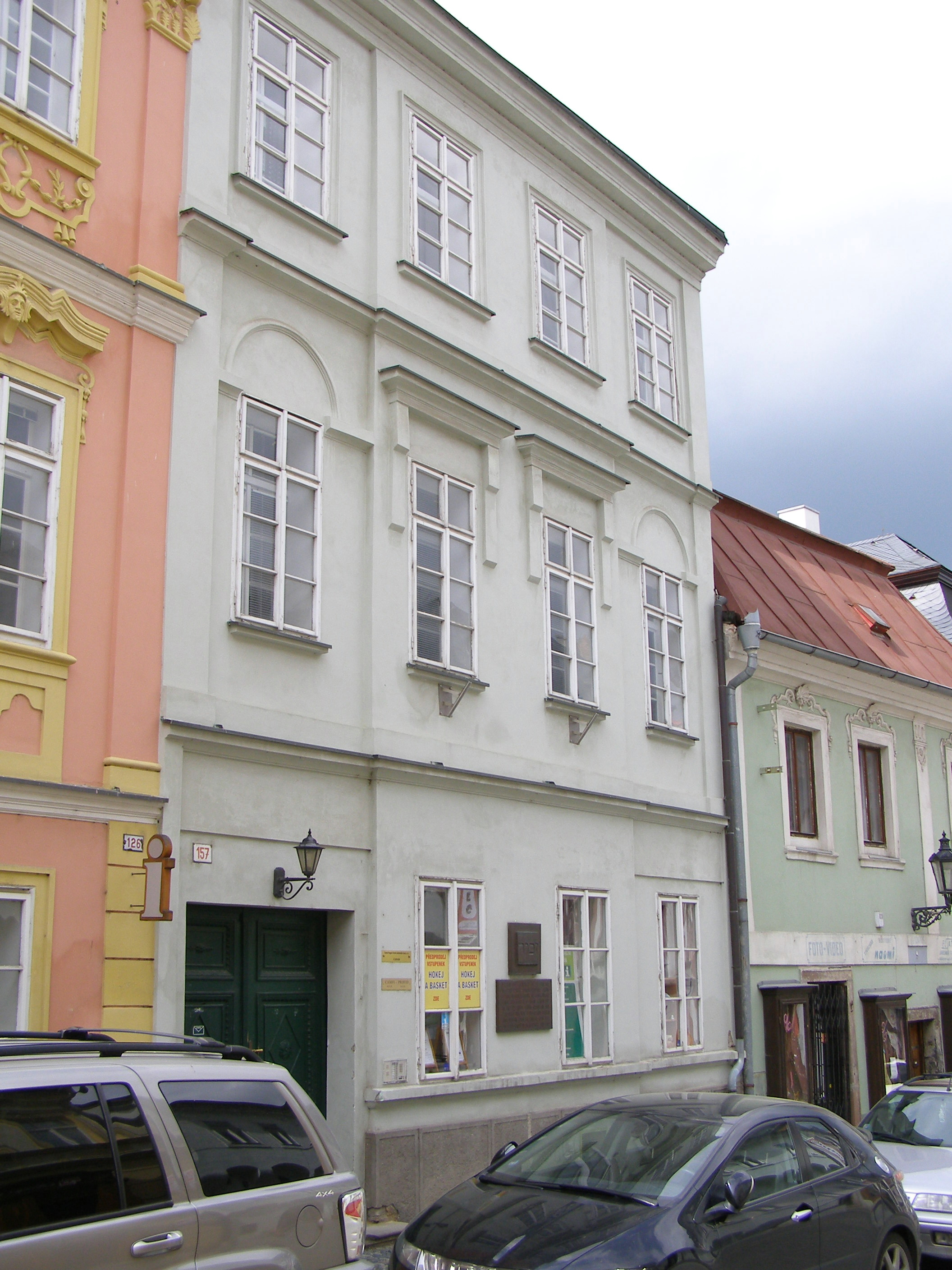
Die ehemalige jüdische Schule

Neben der Synagoge gehören zu den wichtigsten Sehenswürdigkeiten des jüdischen Viertels die Jüdische Straße, in der sich auch die Synagoge befindet, und ferner ebenfalls in der Straße gelegene jüdische Schule und das Haus des Rabbiners. Während einige Gebäude im 20. Jahrhundert, vor allem die südliche Seite der Straße Karoliny Světlé, durch nicht stilvoll konzipierte Neubauten ersetzt wurde, kam es nach 1989 zur Sanierung im ursprünglichen Stil, wie beispielsweise das Eckhaus Na hradbách 151 (heute Pension na hradbách).:35
- Židovská ulice (Jüdische Straße beziehungsweise Judengasse)

Die ehemalige Židovská ulice (Jüdische Straße) verlief rechtwinklig und wurde gebildet aus den heutigen Straßen Na hradbách und Karoliny Světlé im Zentrum des jüdischen Viertels (umbenannt 1879 beziehungsweise 1927).:33 Die Straße, die neben der Synagoge zu den wertvollsten Zeugnissen der jüdischen Vergangenheit in Kolín gehört, entstand in der zweiten Hälfte des 14. Jahrhunderts. Verschiedene Arbeiten beziehen sich auf Eintragungen in den sogenannten böhmischen Landtafeln (libri contractuum, tschechisch "zemské desky"), in denen (im Teil LC I) die Straße Plateam Judaeorum (d. h. übersetzt Jüdische Straße) 1379 direkt erwähnt wird. 1976
Erhalten sind Berichte über zwei Rückschläge in der Entwicklung der Straße. 1633 brach in Kolín die Pest aus, die vor allem die Jüdische Straße heimsuchte. Die ganze Zeit wurde die Freizügigkeit der Bevölkerung stark eingeschränkt. 1796 kam es zu einer großen Feuerkatastrophe, die insbesondere die Jüdische Straße vernichtete.:19:285
- Židovská škola (Jüdische Schule)

Die jüdische Schule im Ghetto von Kolín bestand aus zwei Gebäuden, in den der Unterricht zu unterschiedlichen Zeiten stattfand: aus dem Gebäude der so genannten "alten" Schule (heute die Nr. 126 in der Straße Na hradbách, der südliche Flügel der Schule) und aus dem später aus Platzgründen angebauten Gebäude der so genannten "neuen" Schule, das sich gleich daneben befindet (heute die Nr. 157 in der Straße Na hradbách, der nördliche Teil der Schule). Eine anerkannte Jeschiwa (jüdische talmudische Hochschule) gab es in Kolín offenbar bereits im späten Mittelalter.
Das ursprünglich gotische Gebäude der alten Schule (Nr. 126) stammt aus dem 14. und 15. Jahrhundert, wurde später jedoch umgebaut und teilweise stark erweitert. In der alten Schule ist der Unterricht ab 1654 belegt:37f., allerdings beruft sich der Historiker Vávra auf Berichte über die jüdische Schule, die aus dem Jahr 1512 stammen sollen.:121. Es war die meiste Zeit eine jüdische Trivialschule (mit Unterricht des Hebräischen). Das Gebäude der alten Schule wurde zum Teil dem jeweiligen Rabbiner als Unterkunft zur Verfügung gestellt. Zu einer Änderung kam es 1839, als in Kolín Daniel Frank sein Rabbineramt übernahm. Er entschloss sich, den traditionellen Unterricht einer jüdischen Schule wieder einzuführen. Dies gelang, als Hebräisches Institut wurde die Schule über die Grenzen der Stadt bekannt.:37f.
Aus Platzgründen wurde 1844 bis 1846 nördlich der alten Schule ein klassizistischer Anbau (Nr. 157) – ebenfalls auf Betreiben des Rabbiners Frank – errichtet. Diese Parzelle war bis dahin frei und diente als Zugang zu der Synagoge (nach dem Erweiterungsbau war die Synagoge von der Straße aus nicht mehr zu sehen). Die Stadt und die Bewohner Kolíns beteiligten sich mit zahlreichen Spenden. Auch Mädchen hatten zum Teil Zutritt zu der Schule. In das Gebäude zog auch die deutsche jüdische Schule ein. Die Schule war in betrieb bis 1918. 1992 wurde an der Schule eine Gedenktafel für über 2200 jüdische Opfer angebracht, die aus dem gesamten Oberlandratsbezirk Kolin in Konzentrationslagern ermordet wurden.:37f.
- Rabínův dům (Haus des Rabbiners)

Das Haus des Rabbiners (heute die Nr. 124 in der Straße Na hradbách) war ursprünglich gotisch, später im Stil der Renaissance und Barock umgebaut. Das Gebäude stammt aus der Mitte des 18. Jahrhunderts. Es befindet sich in Nachbarschaft der neuen Schule (Nr. 126). Im Erdgeschoss befinden sich drei sehr gut erhaltene rituelle Tachbäder, die sog. Mikwen aus dem Ende des 19. Jahrhunderts, die mit einem Quellwasser gespeist werden. In diesem Haus wohnte der letzte Rabbiner in Kolín Richard Leder (Rabbinat 1917 – 1953).:39

## Zwei Friedhöfe
Außer den genannten historischen Stätten, die sich direkt auf dem Gebiet des ehemaligen Ghettos befinden, gehören zu der Geschichte des Judentums in Kolín auch zwei Friedhöfe:

### Alter jüdischer Friedhof

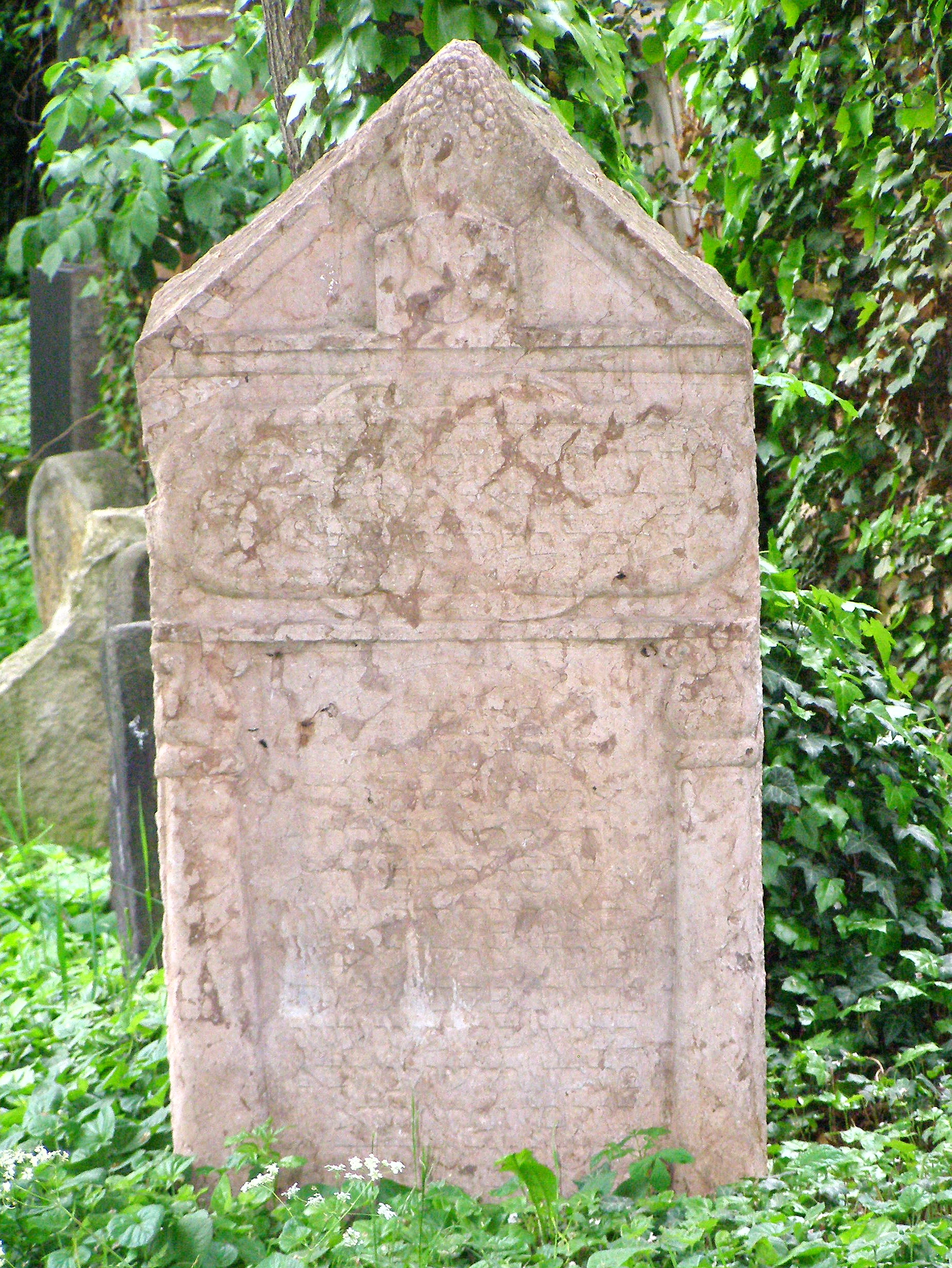
Grabstein von Elijah (1621)

Der Alte Jüdische Friedhof (tschech. starý židovský hřbitov), am Westrand der Altstadt gelegen, wurde vom 15. Jahrhundert bis 1887/88, als er durch den neuen Friedhof ersetzt wurde, von der jüdischen Gemeinde Kolíns genutzt und ist somit einer der ältesten seiner Art in Tschechien. Die ältesten der etwa 2500 Grabsteine (Mazewot) stammen aus dem Jahr 1492. Die meisten Steine sind aus Sandstein gefertigt, es finden sich aber auch Grabsteine aus rotem Marmor.

### Neuer jüdischer Friedhof
Der Neue Jüdische Friedhof (tschech. nový židovský hřbitov) wurde 1886/87 angelegt und ersetzte den Alten Jüdischen Friedhof. Der heute etwas über 7000 m² große Friedhof liegt auf dem rechten Ufer der Elbe im Ortsteil Zálabí und es befinden sich auf ihm etwas über 1000 Grabsteine. Auf dem Friedhofsgelände befindet sich außerdem ein Denkmal für die Opfer des Holocaust.